# Maniche
Nuno Ricardo Oliveira Ribeiro (* 11. listopadu 1977 Lisabon) je bývalý portugalský fotbalový záložník. Přezdívku Maniche [čti Maniš], pod kterou je znám ve fotbalových kruzích, získal v Benfice po legendárním Dánovi, který zde hrál – Michaelu Mannichovi.

## Klubová kariéra

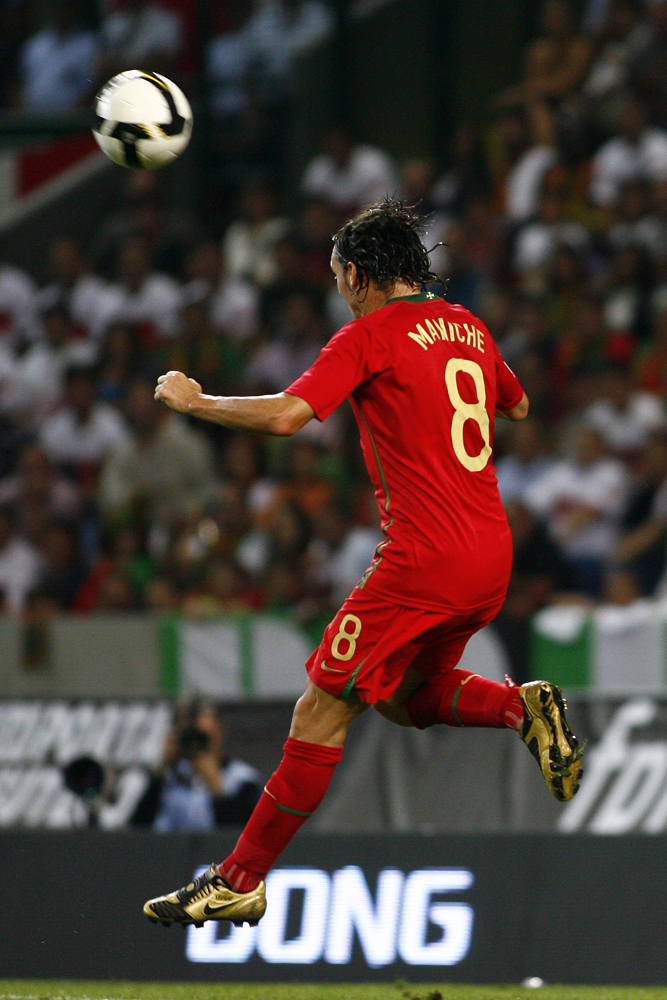
Maniche

Svou kariéru začal v juniorském týmu Benfiky Lisabon, jeho dalšími týmu byly FC Alverca a A-tým Benfiky. Po úspěšném působení v FC Porto, se kterým vyhrál Pohár UEFA i Ligu mistrů, se v roce 2005 stěhoval do Dynama Moskva, kam přestoupil ze 16 milionů eur.
V lednu 2006 byl propůjčen na půlroční hostování do Chelsea, kde se setkal se svým někdejším trenérem z Porta José Mourinhem. Chelsea zvažovala dotáhnutí transferu do konce, ale posléze koupila Michaela Ballacka a Maniche si musel hledat nové angažmá. To našel v Atletiku Madrid.
Manichova role v Chelsea byla velká. I přestože jeho první zápas proti West Hamu United byl tragický. Na začátku utkání fauloval hráče v pokutovém území a daroval tím soupeři penaltu. O tři minuty později srazil dalšího hráče zezadu a okamžitě viděl červenou kartu. Zbývajících sedmdesát minut hry, ale už patřilo Chelsea, která dokázala neuvěřitelný obrat i v deseti a po gólech Drogby, Crespa, Terryho a Gallase se radovala z vítězství 4-1. Na konci se sezóny se Maniche radoval s ostatními londýnskými spoluhráči ze zisku ligového titulu, ačkoli neodehrál mnoho zápasů.
V srpnu 2006 jej získalo Atlético Madrid, se kterým podepsal smlouvu na tři roky.

## Reprezentační kariéra
S Portugalskem skončil na EURU 2004 na druhém místě (porážka 0:1 ve finále s Řeckem).
Na mistrovství světa 2006 v Německu si připsal dva góly, první do sítě Mexika v základní skupině. Druhý byl mnohem důležitější, padl za záda Edwina van der Sara v osmifinále, kde se utkalo Portugalsko s Nizozemskem.

## Úspěchy

### Klubové
- FC Porto
  - 1× vítěz Interkontinentálního poháru (2004)
  - 1× vítěz Ligy mistrů (2003/04)
  - 1× vítěz Poháru UEFA (2002/03)
  - 2× vítěz portugalské ligy (2002/03, 2003/04)
  - 1× vítěz portugalského poháru (2002/03)
  - 2× vítěz portugalského Superpoháru (2003, 2004)
- Chelsea
  - 1× vítěz Premier League (2005/06)
- Inter
  - 1× vítěz Serie A (2007/08)

### Reprezentační
- stříbro z EURO 2004